# Stora Kopparbergs kyrka
Stora Kopparbergs kyrka i centrala Falun är församlingskyrka för Stora Kopparbergs församling i Västerås stift. Kyrkans långhus uppfördes under 1400-talet, men delar är från 1300-talet, vilket gör den till stadens äldsta byggnad. Karaktäristiska är de många stjärnvalven, som är fler än i någon annan svensk kyrka.

## Byggnadsbeskrivning
Kyrkobyggnaden av medeltida ursprung har ett treskeppigt långhus under koppartäckt sadeltak,  medeltida sakristia med tillbyggnad från 1691, tresidigt kor i öster tillbyggt 1684-86, samt västtorn tillbyggt 1780. Ännu senare tillkomna är tornspiran, de fyra små hörntornen och de tolv små spirorna på långhusets tak.
Kyrkorummet omfattar tre skepp under 19 stjärnvalv, med profilerade tegelribbor och variationsrika stjärnmönster. Tio oktagonformiga tegelpelare skiljer mittskeppet från sidoskeppen. I fönstren sitter blyinfattade rutor av färgat glas, samt glasmålningar. I mitt- och sidogångar ligger kalkstensgolv från 1898-1901. Lika gammal är bänkinredningen, med spåntade panelryggar och snidade gavlar, ställd på fernissat brädgolv. 
Predikstolen längst fram på mittskeppets norra sida är från 1600-talet, av ek, rikt smyckad med sniderier. Ytorna är mörkbetsade.
Mitt i koret står ett altarbord av kalksten, från 1978-79, med framförvarande lös altarring. Bakom kvarstår ett tidigare altare från 1900, murat av tegel och täckt med kalkstensskivor. Altarprydnaden är i ljus, oljad ek, med skulpturer snidade i vitbok och lönn.
Orgelläktaren i väster byggdes 1963 i modernistisk stil. Den vilar på två betongpelare med sandblästrade och slipade ytor. Barriären och orgelfasaden är helt plana, utförda i lackad ek.

## Orglar
- Under 1500-talet fanns en orgel i kyrkan.[2]
- 1611 byggde Paul Müller en orgel med 16 stämmor. Orgeln utökades 1698 med 10 pedalstämmor av Johann Hermann Cahman.[2]
- 1862 byggde Per Larsson Åkerman, Stockholm en orgel med 18 stämmor, två manualer och pedal. År 1901 flyttades orgeln från kyrkans västra läktare till norra långskeppet och fick en ny fasad. Orgel byggdes om 1920 av A. Magnusson Orgelbyggeri AB, Göteborg och utökades då till 29 stämmor.[2]
- Den nuvarande mekaniska läktarorgeln byggdes 1963 av Th Frobenius & Co, Lyngby, Danmark.[2]

| Ryggpositiv I  | Huvudverk II  | Bröstverk III     | Pedal                    | Koppel |
| Gedackt 8´     | Gedackt 16´   | Gedackt 8´        | Subbas 16´               | I/P    |
| Principal 4´   | Principal 8´  | Rörflöjt 4´       | Principal 8´             | II/P   |
| Koppelflöjt 4´ | Rörflöjt 8´   | Principal 2´      | Gedackt 8´               | I/II   |
| Waldflöjt 2´   | Oktava 4´     | Blockflöjt 1´     | Oktava 4´ (tremulant)    | III/II |
| Kvinta 1 1/3´  | Spetsflöjt 4´ | Cymbel 2 chor     | Nachthorn 2´ (tremulant) |        |
| Scharf 4 chor  | Kvinta 2 2/3´ | Regal 16´         | Mixtur 3 chor            |        |
| Dulcian 8´     | Oktava 2´     | Tremulant         | Basun 16´                |        |
| Tremulant      | Ters 1 3/5´   | Crescendosvällare | Skalmeja 4´ (tremulant)  |        |
|                | Mixtur 6 chor |                   |                          |        |
|                | Trumpet 8´    |                   |                          |        |

### Kororgel
- 1981 byggde Johannes Menzel Orgelbyggeri AB, Härnösand en mekanisk kororgel.[2]

| Manual            |
| Trägedackt 8´     |
| Rörflöjt 4´       |
| Oktava 2´         |
| Crescendosvällare |

- En historisk engelsk piporgel har anskaffats som kororgel. Den har tidigare använts i en kyrka i London och under 1990-talet en tid även i Holland. Den byggdes 1914 av W. Hill & Son, under 1800-talet ett ledande orgelbyggeri i England. Den holländske orgelbyggaren Henk van Eeken monterade ner och transporterade och Tostareds Kyrkorgelfabrik renoverade och monterade upp instrumentet. Den kunde invigas 2001.[3]

### Diskografi
- Hill-orgeln i Stora Kopparbergs kyrka : invigning & tre konserter. CD. KB Eklund Musica Verba Oak Grove CD 2006. 2001.[3]

## Kyrkklockor
Kyrkan har fyra klockor. Storklockan är från 1598 och omgöts år 1744. Den väger 4,8 ton. Angångsklockan är kyrkans näst största klocka. Den göts år 1622 men blev omgjuten år 1695. Angångsklockan väger två ton. Den näst minsta klockan (Mariaklockan) är från 1628 och omgöts år 1706. Den väger 1,2 ton. Sankta Anna-klockan är kyrkans minsta och yngsta klocka, som göts 1987 och väger ett ton. Denna klocka ersatte den tidigare Mäster Pers-klockan.

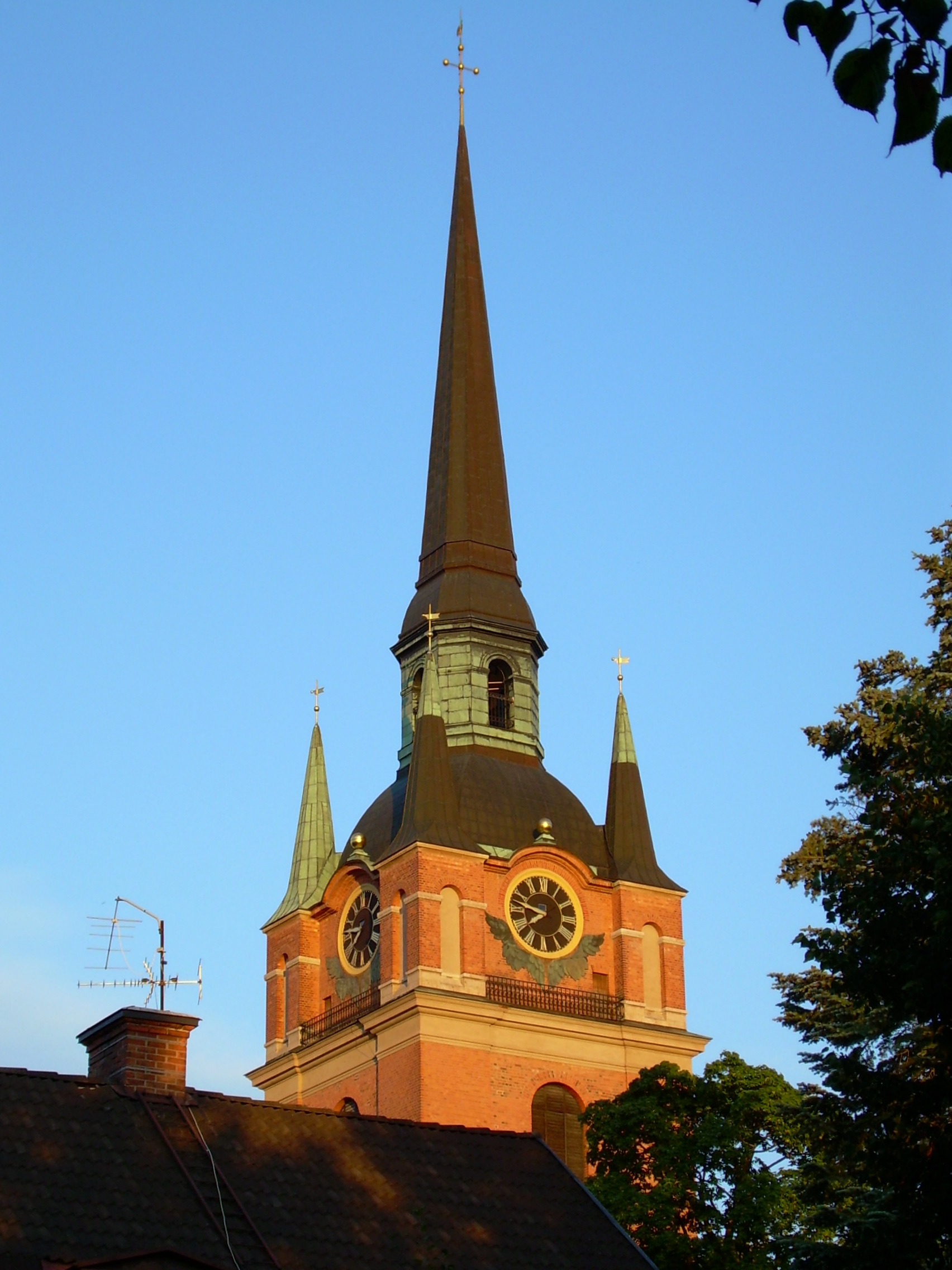
Tornet
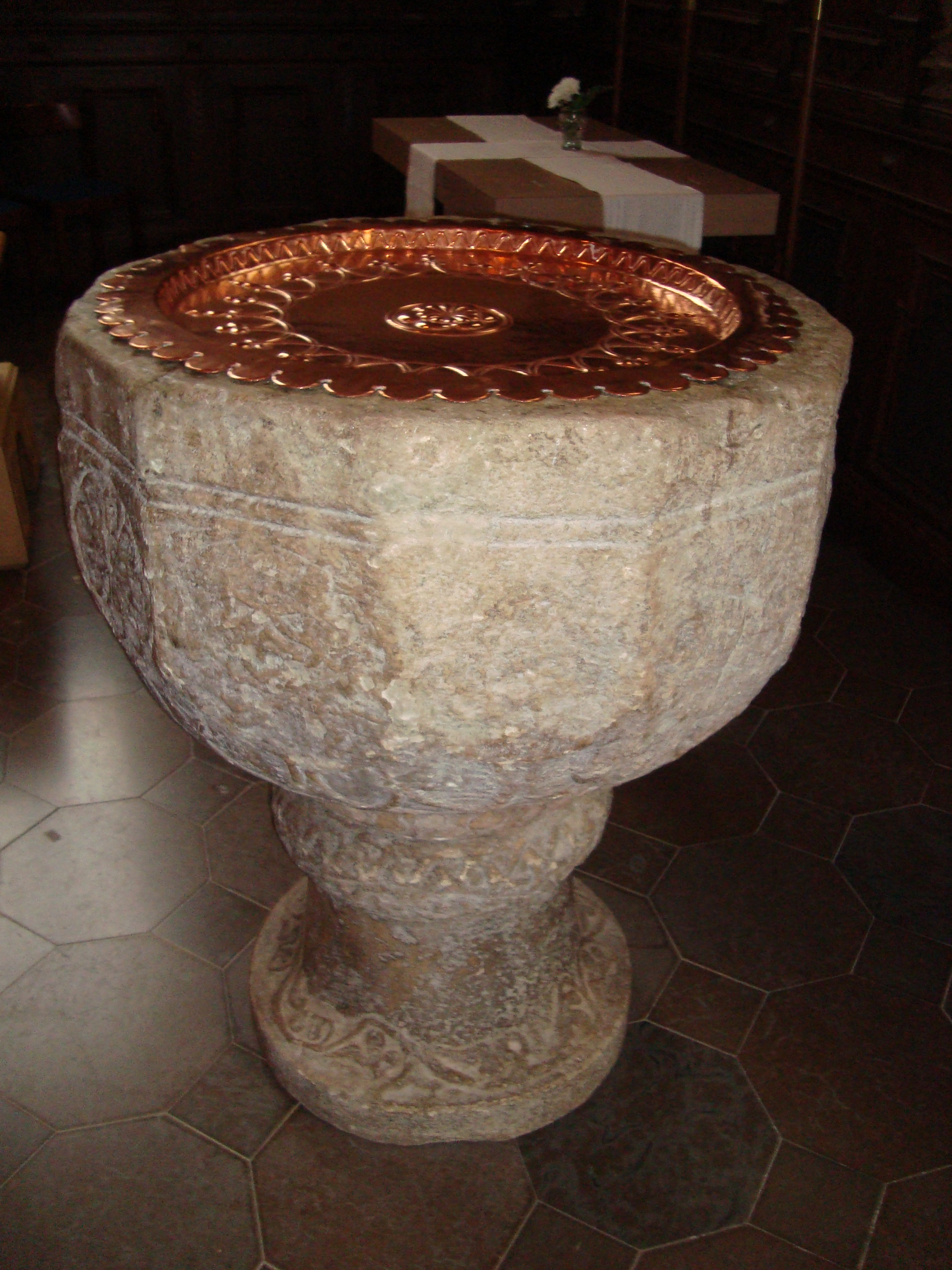
Dopfunten
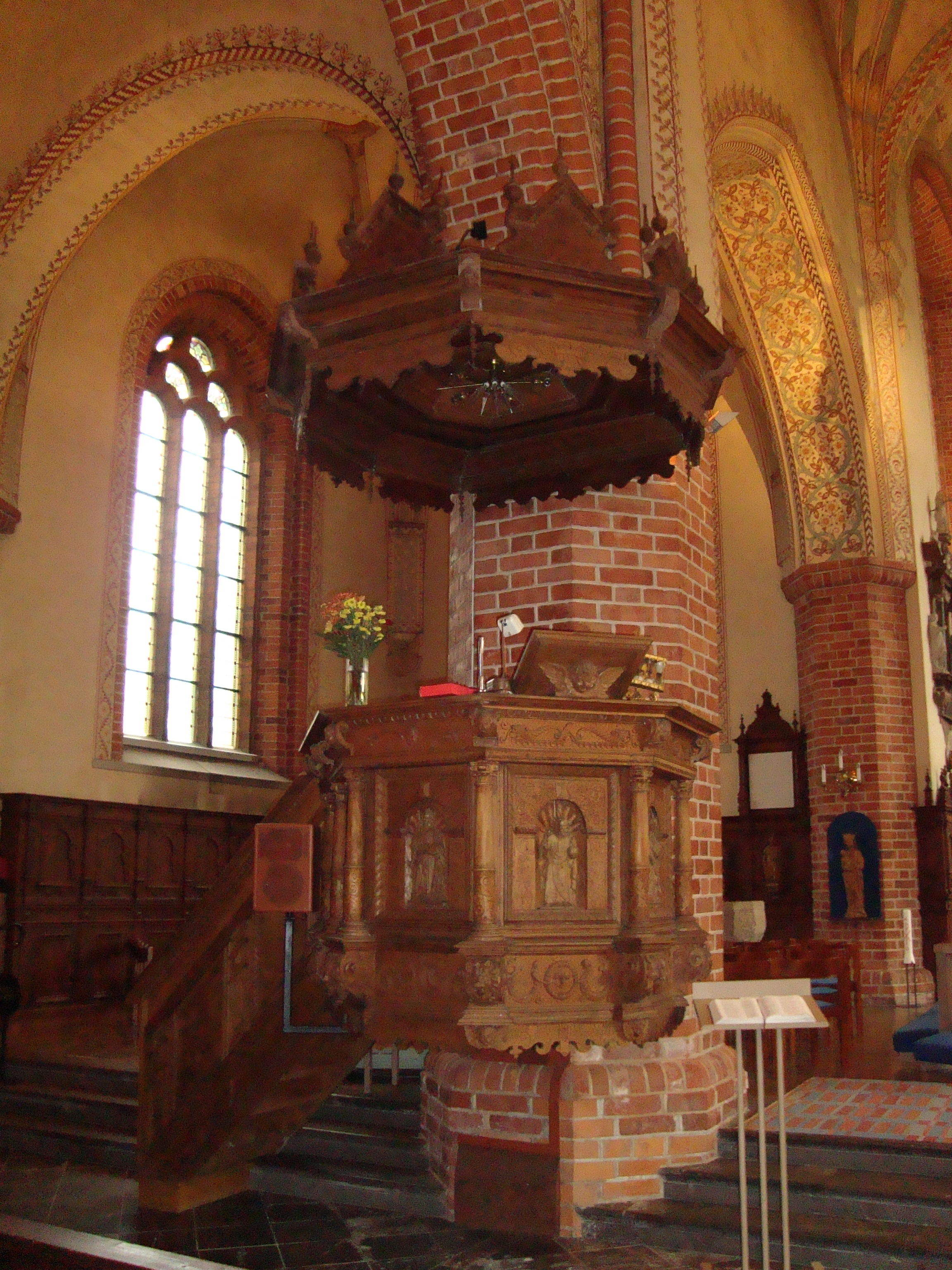
Predikstolen
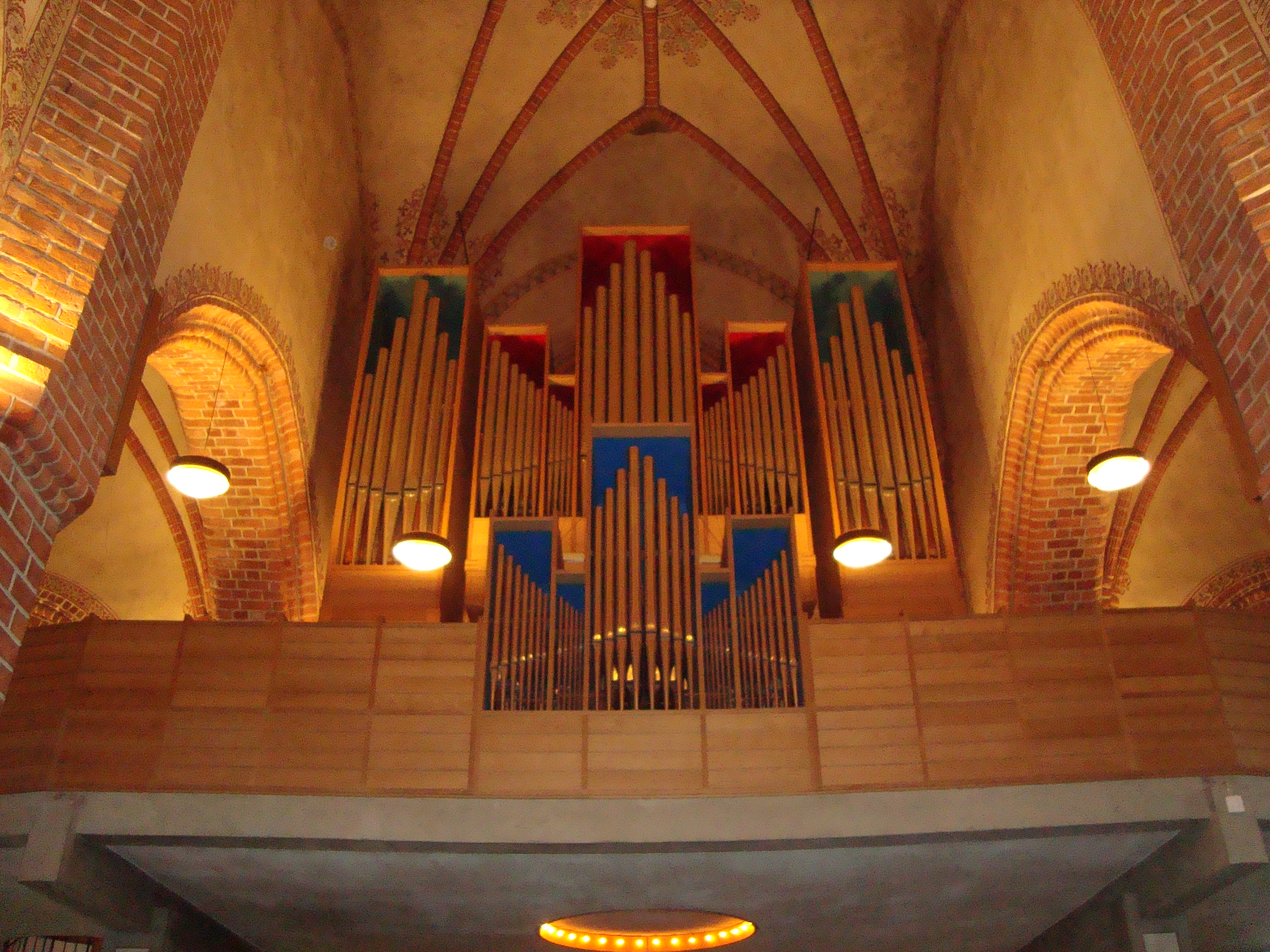
Orgelläktaren

## Organister[4]
- 1617–1622 Hindrich Abell
- 1624–1625 Hans Hardenbeck den äldre
- 1626–omkring 1666 Didrich Schreij den äldre
- 1663–1691 Didrich Schreij den yngre, son till ovanstående
- 1691–1699 Ingen organist (på grund av församlingens dåliga ekonomi)
- 1699–1739 Anders Scharander
- 1739–1750 Olof Hellman
- 1750–1752 Johan Stenwald
- 1752–1780 Carl Hasselgren
- 1779–1785 Johan Hasselgren, bror till Carl Hasselgren
- 1786–1791 Johan Söderberg
- 1792–1806 Per Magnus Löfdahl
- 1806–1818 Henric Sundberg
- 1819–1850 Anders Klingwall
- 1850–1881 Anders August Lundin
- 1881–1882 Gustaf Hugo Lundin
- 1882–1907 Petrus Fredrik August Blomberg
- 1907–1949 Anders Jobs
- 1950–1954 Sven Vilhelm Thunström
- 1955–1959 Gösta Jahn
- 1959–1962 Gunnar Frankmar
- 1962–1977 Bengt Brander
- 1977–1985 Sven Bjärbo
- 1985–1986 vikarier Claes-Gunnar Larsson och Jan-Håkan Åberg
- 1986–2016 Gunnar Enlund
- 2016-2017 Axel Rystedt
- 2017-2019 Minna Heimo
- 2020- Per Walfridsson Ohls